# Diego Riolfo
Diego Nicolás Riolfo Pérez (Montevideo, 8 gennaio 1990) è un ex calciatore uruguaiano, di ruolo attaccante.

## Caratteristiche tecniche
È un'ala destra.

## Carriera
È cresciuto nelle giovanili del Central Español.